# Eilvese
Das Dorf Eilvese (Ausspracheⓘ) ist ein Ortsteil von Neustadt am Rübenberge in der niedersächsischen Region Hannover.

## Geographie
Eilvese liegt im Nordostteil des Naturparks Steinhuder Meer zwischen dem Grinderwald im Westen und dem Toten Moor im Süden. Die höchsten Erhebungen nahe dem Dorf sind mit 91 m ü. NHN die im Grinderwald befindlichen Eckberge.

## Geschichte
Die erste urkundliche Erwähnung ist unter dem Namen elyvessen für das Jahr 1215 belegt. Im Jahre 1281 wurde Eilvese, das damals Eyluessen hieß, im Calenberger Urkundenbuch V. erwähnt. Kaiser Konrad II. erwähnte jedoch schon 1033 in einer Eigentumsurkunde das Drubbel Helingaburstalla (Heiligenborstel), welches in der Gemarkung von Eilvese lag. Möglicherweise bestand zu dieser Zeit weiter östlich schon ein Alt-Eilvese.
Im Jahre 1376 wurde die Brandschatzung Eilveses im Zuge des Lüneburger Erbfolgekrieges folgendermaßen urkundlich erwähnt: „..dat dorp to eyluessen geschinnet und gebrandt ward..“.
Südlich von Eilvese und der heutigen B 6 wurde nach zweijähriger Bauzeit 1913 im Toten Moor der 260 m hohe Überseesender Eilvese, auch „Funkenturm“ genannt, fertiggestellt. Er war seinerzeit das höchste deutsche Bauwerk. Zu diesem Ereignis reiste Kaiser Wilhelm II. nach Neustadt und Eilvese an. Die Station sendete letztmals am 15. April 1929 und wurde 1931 abgerissen.
Bei der Volkszählung vom 13. September 1950 ergab sich, dass im Ort 1315 Einwohner in 383 Haushalten lebten.
Eilvese war bis zum 1. März 1974 eine eigenständige Gemeinde, die jedoch im Zuge der niedersächsischen Kommunalreform nach Neustadt am Rübenberge eingemeindet wurde.

## Religion
Eilvese war seit dem Mittelalter nach Hagen eingepfarrt. 1821/22 erbauten die Einwohner – zunächst ohne Genehmigung des Konsistoriums – eine eigene Kapelle. Erst zum 1. Januar 1958 wurde die evangelisch-lutherische Kirchengemeinde Eilvese von Hagen gelöst und verselbständigt.

## Politik

### Ortsrat
Der Ortsrat von Eilvese setzt sich aus neun Ratsmitgliedern zusammen. Im Ortsrat befinden sich zusätzlich 21 beratende Mitglieder.
Sitzverteilung:
- SPD: 4 Sitze
- CDU: 4 Sitze
- Grüne: 1 Sitz

(Stand: Kommunalwahl 12. September 2021)

### Ortsbürgermeister
Ortsbürgermeister von Eilvese ist Michael Homann (CDU). Sein Stellvertreter ist Simon Kort (Grüne).

### Wappen
Der Entwurf des Kommunalwappens von Eilvese stammt von dem Heraldiker und Wappenmaler Gustav Völker, der zahlreiche Wappen in der Region Hannover erschaffen hat. Die Genehmigung des Wappens wurde durch den Regierungspräsidenten in Hannover am 15. Februar 1965 erteilt.
| Wappen von Eilvese | Blasonierung: „Von Schwarz und Gold zweiundzwanzigmal geständert, belegt mit einer schwarzen Scheibe, darin eine goldene Urne.“ |
| Wappen von Eilvese | Wappenbegründung: Die Urne gibt Zeugnis davon, dass seit Jahrtausenden Menschen auf Eilveser Boden siedeln. Die Fächerung in elf schwarze und elf goldene Felder gewinnt für die Eilveser symbolische Bedeutung durch die Zahl elf aus der Ortsnamenssage, durch die Entstehung des heutigen Ortsnamens im Mittelalter (in dessen Mitte ja das 11. Jahrhundert liegt) und durch die Zahl der elf heutigen Gemeinderatsmitglieder. Die von der Mitte ausgehenden Strahlen der schwarzen Fächer erinnern an die Heimaterde. Aus den goldenen Feldern strahlen Licht, Wärme, Geborgenheit und Segen – Geschenke, die es in der Heimat immer wieder gibt. |

## Wirtschaft und Infrastruktur

### Verkehr
Der Ort Eilvese liegt zwischen der südwestlich verlaufenden B 6 und der östlich verlaufenden Landesstraße L 192.
Der Bahnhof Eilvese, der Preisklasse 6 an der Hauptstrecke Bremen-Wunstorf–Hannover gelegen, wird im Stundentakt von der S-Bahn Hannover bedient.
| Linie | Verlauf | Takt   |
| ----- | --- | ------ |
| S 2   | Nienburg (Weser) – Linsburg – Hagen (Han) – Eilvese – Neustadt am Rübenberge – Poggenhagen – Wunstorf – Dedensen-Gümmer – Seelze – Letter – Hannover-Leinhausen – Hannover-Nordstadt – Hannover Hbf – Hannover Bismarckstraße – Hannover-Linden/Fischerhof – Hannover-Bornum – Empelde – Ronnenberg – Weetzen – Lemmie – Wennigsen (Deister) – Egestorf (Deister) – Kirchdorf (Deister) – Barsinghausen – Winninghausen – Bantorf – Bad Nenndorf – Haste (Han) Stand: Fahrplanwechsel Juni 2022 | 60 min |

### Einzelhandel
Es existiert lokaler Einzelhandel für den Nahbedarf. So gibt es u. a. eine Bäckerei, eine ortsansässige Fleischerei und Party-Service, einen Blumenladen, einen Friseur, eine Pizzeria, sowie mehrere SB-Hofläden, in denen insbesondere regional bäuerlich erzeugte Produkte direkt vertrieben werden.

### Medizinische Versorgung
Im Ort ist eine allgemeinmedizinische Hausarztpraxis ansässig. Daneben gibt es diverse selbstständige praktizierende Therapeuten, u. a. aus den Bereichen Physiotherapie oder Osteopathie.

### Wirtschaft
Insbesondere ist Eilvese ein seit Langem landwirtschaftlich geprägter Ort mit zahlreichen agrarwirtschaftlichen Betrieben. Daneben ist der Ort auch Standort zahlreicher klein- und mittelständischer Unternehmen, sowie Selbstständiger u. a. aus dem Bau- und Handwerksgewerbe, dem Gesundheitswesen, der Dienstleistungserbringung, der Energiewirtschaft, dem herstellenden Gewerbe, der Beherbergung sowie von Kunst- und Kultur.

### Bildung und Betreuung
Ein Eilvese existiert eine ev. luth. Kindertagesstätte  mit angeschlossener Kinderkrippe. Kinder besuchen die Grundschule Eilvese von der Klassenstufe 1–4. Ergänzende Betreuungsmöglichkeiten bieten zudem ortsansässige und selbstständig-tätige Tagesmütter.

## Sagen und Legenden
Es existieren einige Sagen über die Region um Eilvese. Die bekannteste ist die von den Elf am See. Sie erzählt von der Gründung eines Elf-Hütten-Dorfes am Ufer des Steinhuder Meers. Das von Fischern gegründete Dorf „Eilf am See“ soll nach der Sage von H. W. Ottens Namensstifter des heutigen Stadtteils Eilvese sein.

## Trivia
Am 10. November 2009 nahm sich der Fußball-Torwart Robert Enke in Eilvese durch Schienensuizid das Leben.

## Belletristik
- Helmut Hirsch: Brennpunkt Eilvese (Roman), 2021
- Helmut Hirsch: Die Eilvese-Verschwörung (Roman), 2024
- Helmut Hirsch: Eilvese -- zeitweise (Roman), 2025

## Film
- Axel Schlicker, Matthias Schmedes: Kopflos am Morgen (Kriminalfilm), 2018